# Alben W. Barkley
Alben William Barkley (Condado de Graves, 24 de novembro de 1877 – Lexington, 30 de abril de 1956) foi um advogado e político norte-americano do Kentucky que serviu nas duas câmaras do Congresso dos Estados Unidos e foi o 35º vice-presidente dos Estados Unidos entre 1949 e 1953. Ele foi eleito em 1905 advogado do condado para o Condado de McCracken, juiz do condado em 1909 e deputado pelo primeiro distrito do estado em 1912. Barkley foi um representante Democrata liberal, apoiando as políticas internas e externas do presidente Woodrow Wilson.
Apoiando a proibição, Barkley quase conseguiu a indicação Democrata para governador do Kentucky em 1923, mas perdeu para o também representante J. Campbell Cantrill. No Senado, ele apoiou o New Deal para conter a Grande Depressão e sucedeu Joseph Taylor Robinson em 1937 como o líder da maioria. No ano seguinte, ele enfrentou o governador Happy Chandler para reeleição. Durante a campanha, Chandler acusou Barkley de usar empregados da Works Progress Administration para fazer campanha, e Barkley acusou Chandler de usar empregados do estado para a mesma finalidade. Nenhum dos dois foi acusado oficialmente da transgressão. O presidente Franklin D. Roosevelt fez campanha para Barkley, que venceu a eleição com 56% dos votos. No ano seguinte, o jornalista Thomas Lunsford Stokes venceu um Prêmio Pulitzer pela sua investigação da eleição, e o Congresso acabou aprovando o Ato Hatch, tornando ilegal a participação de empregados federais em campanhas.
Quando a Segunda Guerra Mundial tomou todo o foco de Roosevelt, Barkley ganhou influência nas políticas internas da administração. Ele tinha uma melhor relação com Harry S. Truman, que chegou à presidência após a morte de Roosevelt em 1945. Com a popularidade de Truman diminuindo no início da Convenção Nacional Democrata de 1948, Barkley fez um discurso que animou os representantes, e o presidente acabou escolhendo-o como seu running mate na eleição seguinte. A chapa Democrata conseguiu uma surpreendente vitória, e Barkley teve um papel ativo na administração de Truman, agindo como porta voz especialmente depois da Guerra da Coreia ter tomado a atenção do presidente. Quando Truman anunciou que não tentaria ser reeleito em 1952, Barkley começou a organizar um campanha presidencial, porém os líderes trabalhistas não o apoiaram por causa de sua idade avançada. Ele aposentou-se, porém voltou a vida pública para enfrentar o senador John Sherman Cooper. Barkley venceu Cooper e voltou ao Senado. Ele morreu de um infarto enquanto discursava em Lexington, Virgínia, no dia 30 de abril de 1956.